# University of Texas at Austin Women's Volleyball 2016
Questa voce raccoglie le informazioni riguardanti la University of Texas at Austin Women's Volleyball nella stagione 2016.

## Stagione
La stagione 2016 è la sedicesima per Jerritt Elliot alla guida delle Longhorns. Il resto dello staff è composto da Tonya Johnson e Erik Sullivan, nelle vesti di allenatori associati, a cui si aggiunge l'ex pallavolista Rachael Kidder, come assistente allenatrice volontaria. 
Il programma può contare su sei volti nuovi, tra i quali spicca Micaya White, miglior realizzatrice delle Longhorns al termine della stagione, che vanno a colmare il vuoto lasciato Mallory McCage, diventata professionista in Germania, Katherine Brooks e Amy Neal, quest'ultima trasferitasi alla Texas Christian per giocare nel programma di beach volley, avendo concluso l'eleggibilità sportiva per l'indoor; mentre Chiaka Ogbogu salta la stagione per motivi accademici. 
La squadra, impegnata come al solito nella Big 12 Conference, inizia la stagione regolare a fine agosto, inanellando subito una vittoria e una sconfitta, nella rivincita della finale nazionale dell'anno precedente contro la Nebraska. Dopo questa battuta d'arresto le Longhorns infilano il primo filotto di vittorie consecutive dell'annata, ottenendo sette successi, interrotti solo dalla gara interna persa al quinto set contro la Wisconsin. Da la squadra va nuovamente in serie, raccogliendo nove successi consecutivi, cadendo nuovamente al tie-break, questa volta in casa della Kansas. Nelle restanti sei gare di regular season arrivano altri cinque successi e una sola sconfitta. Nonostante le tre sole sconfitte, il programma si classifica al secondo posto in conference, proprio alle spalle delle Jayhawks della University of Kansas, centrando comunque l'accesso al torneo regionale.
Qualificata come testa di serie numero 4, la squadra ospita i primi due round del torneo regionale, sbarazzandosi con due facili successi rispettivamente della Texas A&M Corpus Christi e della Southern Methodist. Nella fase finale regionale, sempre disputata al Gregory Gymnasium di Austin, le Longhorns superano dopo una battaglia di cinque set la Brigham Young, prima di annichilire con un secco 3-0 in finale la Creighton, che in precedenza aveva eliminato le più quotate University of Kansas e Michigan, raggiungendo così la dodicesima Final four della propria storia. Ebony Nwanebu viene premiata come MVP della fase regionale, raggiunta nel sestetto ideale dalle compagne di squadra Micaya White e Chloe Collins. 
Nella semifinale nazionale, in scena alla Nationwide Arena di Columbus, le Longhorns eliminano senza lasciare scampo le campionesse uscenti, nonché testa di serie numero 1, della University of Nebraska-Lincoln, a cui rifilano un secco 3-0, centrando la seconda finale nazionale consecutiva, la sesta complessivamente; nell'incontro per il titolo fronteggiano la testa di serie numero 6 del torneo, la Stanford, uscendo sconfitte in quattro parziali. Micaya White ed Ebony Nwanebu vengono inserito nello All-tournament team nazionale.
Le solite Ebony Nwanebu e Micaya White vengono inoltre inserite nella prima squadra All-America, mentre Chloe Collins appare nella seconda. 

## Organigramma societario
Area direttiva
- Presidente: Christine Plonsky

Area tecnica
- Allenatore: Jerritt Elliott
- Allenatore associato: Tonya Johnson, Erik Sullivan
- Assistente allenatore volontario: Rachael Kidder

## Rosa
| N° | Nome                  | Ruolo | Data di nascita   | Nazionalità sportiva | Anno      |
| -- | --------------------- | ----- | ----------------- | -------------------- | --------- |
| 1  | Micaya White          | S     | 20 settembre 1998 | Stati Uniti          | Freshman  |
| 2  | Ebony Nwanebu         | O     | 5 giugno 1995     | Stati Uniti          | Junior    |
| 3  | Riley Fisbeck         | P     | -                 | Stati Uniti          | Freshman  |
| 4  | Claire Hahn           | L     | 3 settembre 1997  | Stati Uniti          | Freshman  |
| 7  | Nicole Dalton         | P     | 20 gennaio 1998   | Stati Uniti          | Senior    |
| 8  | Catherine McCoy       | L     | -                 | Stati Uniti          | Junior    |
| 12 | Morgan Johnson        | C     | 29 agosto 1996    | Stati Uniti          | Sophomore |
| 13 | Autumn Rounsaville    | L     | 23 settembre 1997 | Stati Uniti          | Freshman  |
| 14 | Kate Palladino        | L     | 21 ottobre 1994   | Stati Uniti          | Junior    |
| 16 | Lauren Beard          | L     | 16 giugno 1997    | Stati Uniti          | Sophomore |
| 17 | Mirta Baselovic       | C     | 19 marzo 1995     | Croazia              | Junior    |
| 19 | Paulina Prieto        | S/O   | 25 gennaio 1994   | Porto Rico           | Senior    |
| 21 | Chloe Collins         | P     | 15 gennaio 1995   | Stati Uniti          | Senior    |
| 22 | Blair Westerlund      | C     | 29 gennaio 1998   | Stati Uniti          | Freshman  |
| 23 | Natalie Gilbert       | L     | -                 | Stati Uniti          | Sophomore |
| 27 | Yaasmeen Bedart-Ghani | S     | 8 novembre 1996   | Stati Uniti          | Sophomore |
| 34 | Orie Agbaji           | C     | 7 settembre 1997  | Stati Uniti          | Freshman  |

## Mercato
| Acquisti | Acquisti           | Acquisti            | Acquisti   |
| R.       | Nome               | da                  | Modalità   |
| -------- | ------------------ | ------------------- | ---------- |
| S        | Micaya White       | Centennial HS       | definitivo |
| P        | Riley Fisbeck      | La Grange HS        | definitivo |
| L        | Claire Hahn        | Westlake HS         | definitivo |
| L        | Autumn Rounsaville | Dripping Springs HS | definitivo |
| C        | Blair Westerlund   | Brentwood Christian | definitivo |
| C        | Orie Agbaji        | Oak Park HS         | definitivo |

| Cessioni | Cessioni         | Cessioni        | Cessioni   |
| R.       | Nome             | a               | Modalità   |
| -------- | ---------------- | --------------- | ---------- |
| C        | Mallory McCage   | Wiesbaden       | definitivo |
| L        | Katherine Brooks | -               | ritirata   |
| S        | Amy Neal         | Texas Christian | definitivo |

## Risultati

### Big 12 Conference

#### Regular season
| 26 agosto 2016 Matthew Knight Arena, Eugene               | Oregon          | 1 - 3 | Texas               | 17-25, 19-25, 25-17, 19-25        |
| 27 agosto 2016 Matthew Knight Arena, Eugene               | Nebraska        | 3 - 0 | Texas               | 25-15, 25-16, 25-21               |
| 1 settembre 2016 Gregory Gymnasium, Austin                | Texas           | 3 - 1 | Lipscomb            | 25-19, 26-24, 22-25, 25-22        |
| 1 settembre 2016 Gregory Gymnasium, Austin                | Texas           | 3 - 0 | Texas San Antonio   | 27-25, 25-23, 25-21               |
| 2 settembre 2016 Gregory Gymnasium, Austin                | Texas           | 3 - 0 | US Military Academy | 25-15, 25-22, 25-18               |
| 3 settembre 2016 Gregory Gymnasium, Austin                | Texas           | 3 - 0 | Miami (Florida)     | 25-17, 25-19, 25-10               |
| 9 settembre 2016 Moby Arena, Fort Collins                 | Colorado State  | 0 - 3 | Texas               | 20-25, 23-25, 23-25               |
| 10 settembre 2016 Moby Arena, Fort Collins                | Wichita State   | 1 - 3 | Texas               | 20-25, 22-25, 25-23, 21-25        |
| 14 settembre 2016 Gregory Gymnasium, Austin               | Texas           | 3 - 0 | Texas A&M           | 25-21, 25-18, 25-21               |
| 18 settembre 2016 Gregory Gymnasium, Austin               | Texas           | 2 - 3 | Wisconsin           | 25-21, 26-24, 23-25, 21-25, 18-20 |
| 20 settembre 2016 WVU Coliseum, Morgantown                | West Virginia   | 1 - 3 | Texas               | 26-24, 26-28, 18-25, 15-25        |
| 24 settembre 2016 Gregory Gymnasium, Austin               | Texas           | 3 - 1 | Kansas              | 27-25, 25-16, 18-25, 25-19        |
| 28 settembre 2016 McCasland Field House, Norman           | Oklahoma        | 1 - 3 | Texas               | 25-22, 23-25, 20-25, 22-25        |
| 1 ottobre 2016 Ahearn Field House, Manhattan              | Kansas State    | 2 - 3 | Texas               | 22-25, 27-25, 17-25, 25-18, 12-15 |
| 8 ottobre 2016 Gregory Gymnasium, Austin                  | Texas           | 3 - 2 | Iowa State          | 25-21, 27-25, 22-25, 21-25, 15-10 |
| 12 ottobre 2016 Ferrell Center, Waco                      | Baylor          | 1 - 3 | Texas               | 25-21, 17-25, 17-25, 18-25        |
| 19 ottobre 2016 Gregory Gymnasium, Austin                 | Texas           | 3 - 0 | Texas Christian     | 25-23, 25-21, 25-17               |
| 21 ottobre 2016 United Supermarkets Arena, Lubbock        | Texas Tech      | 2 - 3 | Texas               | 21-25, 25-18, 25-16, 26-28, 15-7  |
| 26 ottobre 2016 Gregory Gymnasium, Austin                 | Texas           | 3 - 0 | Oklahoma            | 25-22, 25-19, 25-15               |
| 29 ottobre 2016 Horejsi Family Athletics Center, Lawrence | Kansas          | 3 - 2 | Texas               | 17-25, 25-11, 27-25, 12-25, 15-10 |
| 2 novembre 2016 University Recreation Center, Fort Worth  | Texas Christian | 1 - 3 | Texas               | 25-20, 17-25, 13-25, 25-27        |
| 9 novembre 2016 Gregory Gymnasium, Austin                 | Texas           | 3 - 0 | Baylor              | 25-23, 26-24,25-16                |
| 12 novembre 2016 Hilton Coliseum, Ames                    | Iowa State      | 3 - 2 | Texas               | 23-25, 25-21, 20-25, 25-21, 15-11 |
| 16 novembre 2016 Gregory Gymnasium, Austin                | Texas           | 3 - 0 | Texas Tech          | 25-22, 25-14, 25-15               |
| 19 novembre 2016 Gregory Gymnasium, Austin                | Texas           | 3 - 1 | Kansas State        | 25-10, 25-15, 20-25, 25-17        |
| 26 novembre 2016 Gregory Gymnasium, Austin                | Texas           | 3 - 0 | West Virginia       | 25-18, 25-13, 25-14               |

### NCAA Division I

#### Fase regionale
| 2 dicembre 2016 - Primo turno Gregory Gymnasium, Austin   | Texas | 3 - 0 | Texas A&M Corpus Christi | 25-14, 25-16, 25-17               |
| 3 dicembre 2016 - Secondo turno Gregory Gymnasium, Austin | Texas | 3 - 0 | Southern Methodist       | 25-15, 25-18, 25-12               |
| 9 dicembre 2016 - Sweet Sixteen Gregory Gymnasium, Austin | Texas | 3 - 2 | Brigham Young            | 25-23, 25-14, 24-26, 22-25, 16-14 |
| 10 dicembre 2016 - Elite Eight Gregory Gymnasium, Austin  | Texas | 3 - 0 | Creighton                | 25-19, 25-20, 25-11               |

#### Final Four
| 15 dicembre 2016 - Semifinali Nationwide Arena, Columbus | Nebraska | 0 - 3 | Texas    | 18-25, 23-25, 21-25        |
| 17 dicembre 2016 - Finale Nationwide Arena, Columbus     | Texas    | 1 - 3 | Stanford | 21-25, 19-25, 25-18, 21-25 |

## Statistiche

### Statistiche di squadra
| Competizione                      | Punti | In casa | In casa | In casa | In trasferta | In trasferta | In trasferta | Campo neutro | Campo neutro | Campo neutro | Totale | Totale | Totale |
| Competizione                      | Punti | G       | V       | P       | G            | V            | P            | G            | V            | P            | G      | V      | P      |
| --------------------------------- | ----- | ------- | ------- | ------- | ------------ | ------------ | ------------ | ------------ | ------------ | ------------ | ------ | ------ | ------ |
| Big 12 Conference NCAA Division I | .875  | 18      | 17      | 1       | 10           | 8            | 2            | 4            | 3            | 1            | 32     | 28     | 4      |
| Totale                            | .875  | 18      | 17      | 1       | 10           | 8            | 2            | 4            | 3            | 1            | 32     | 28     | 4      |

G = partite giocate; V = partite vinte; P = partite perse

### Statistiche dei giocatori
| Giocatrice      | Big 12 Conference NCAA Division I | Big 12 Conference NCAA Division I | Big 12 Conference NCAA Division I | Big 12 Conference NCAA Division I | Big 12 Conference NCAA Division I | Totale | Totale | Totale | Totale | Totale |
| Giocatrice      | P                                 | PT                                | AV                                | MV                                | BV                                | P      | PT     | AV     | MV     | BV     |
| --------------- | --------------------------------- | --------------------------------- | --------------------------------- | --------------------------------- | --------------------------------- | ------ | ------ | ------ | ------ | ------ |
| O. Agbaji       | 15                                | 50.5                              | 27                                | 23.5                              | 0                                 | 15     | 50.5   | 27     | 23.5   | 0      |
| M. Baselovic    | 14                                | 6.5                               | 1                                 | 5.5                               | 0                                 | 14     | 6.5    | 1      | 5.5    | 0      |
| L. Beard        | 10                                | 0                                 | 0                                 | 0                                 | 0                                 | 10     | 0      | 0      | 0      | 0      |
| Y. Bedart-Ghani | 22                                | 160.5                             | 118                               | 41.5                              | 1                                 | 22     | 160.5  | 118    | 41.5   | 1      |
| C. Collins      | 30                                | 96                                | 49                                | 24                                | 23                                | 30     | 96     | 49     | 24     | 23     |
| N. Dalton       | 31                                | 10                                | 7                                 | 2                                 | 1                                 | 31     | 10     | 7      | 2      | 1      |
| R. Fisbeck      | ?                                 | ?                                 | ?                                 | ?                                 | ?                                 | ?      | ?      | ?      | ?      | ?      |
| N. Gilbert      | 1                                 | 0                                 | 0                                 | 0                                 | 0                                 | 1      | 0      | 0      | 0      | 0      |
| C. Hahn         | 24                                | 3                                 | 2                                 | 0                                 | 1                                 | 24     | 3      | 2      | 0      | 1      |
| M. Johnson      | 31                                | 251.5                             | 160                               | 81.5                              | 10                                | 31     | 251.5  | 160    | 81.5   | 10     |
| C. McCoy        | 31                                | 21                                | 1                                 | 0                                 | 20                                | 31     | 21     | 1      | 0      | 20     |
| E. Nwanebu      | 29                                | 460.5                             | 407                               | 36.5                              | 17                                | 29     | 460.5  | 407    | 36.5   | 17     |
| K. Palladino    | 1                                 | 0                                 | 0                                 | 0                                 | 0                                 | 1      | 0      | 0      | 0      | 0      |
| P. Prieto       | 31                                | 457                               | 411                               | 37                                | 9                                 | 31     | 457    | 411    | 37     | 9      |
| A. Rounsaville  | 22                                | 9                                 | 0                                 | 0                                 | 9                                 | 22     | 9      | 0      | 0      | 9      |
| B. Westerlund   | 3                                 | 8                                 | 5                                 | 3                                 | 0                                 | 3      | 8      | 5      | 3      | 0      |
| M. White        | 31                                | 530                               | 462                               | 44                                | 24                                | 31     | 530    | 462    | 44     | 24     |

P = presenze; PT = punti totali; AV = attacchi vincenti; MV = muri vincenti; BV = battute vincenti

NB: I muri singoli valgono una unità di punto, mentre i muri doppi e tripli valgono mezza unità di punto; anche i giocatori nel ruolo di libero sono impegnati al servizio